# Pseudocalamobius rondoni
Pseudocalamobius rondoni är en skalbaggsart som beskrevs av Stefan von Breuning 1965. Pseudocalamobius rondoni ingår i släktet Pseudocalamobius och familjen långhorningar.
Artens utbredningsområde är Laos. Inga underarter finns listade i Catalogue of Life.